# Бакве (язык)
Бакве — один из языков кру. Распространён в Кот-д’Ивуаре (округ Нижняя Сасандра, 10,3 тыс. носителей по данным 1993 года).
Письменность на основе латиницы. Алфавит включает буквы A a, Ä ä, B b, C c, D d, E e, Ë ë, Ɛ ɛ, F f, G g, Gb gb, I i, Ɩ ɩ, J j, K k, Kp kp, L l, M m, N n, Ny ny, Ŋ ŋ, O o, Ö ö, Ɔ ɔ, P p, R r, S s, T t, U u, Ü ü, Ʋ ʋ, W w, Y y. Высокий тон обозначается апострофом перед слогом (например 'pa — игарть), низкий тон — дефисом перед слогом (например -pa — резать). Средний тон на письме не обозначается.